# Medetera platychira
Medetera platychira är en tvåvingeart som beskrevs av Meijere 1916. Medetera platychira ingår i släktet Medetera och familjen styltflugor. Inga underarter finns listade i Catalogue of Life.